# Ilha dos Portugueses

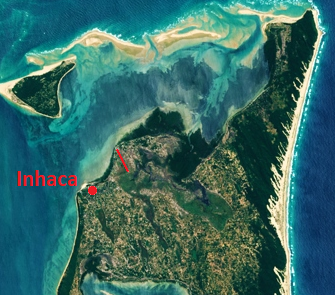
Ilha dos Portuguese no canto superior esquerdo

A ilha dos Portugueses (referida historicamente como ilha dos Elefantes) é uma pequena ilha situada a cerca de 1850 metros a noroeste da ilha da Inhaca, à entrada da Baía de Maputo, no sul de Moçambique.
Atualmente, a ilha é uma reserva integral, administrada pela Estação de Biologia Marítima da Inhaca. Para além de ser uma formação muito instável, que tem mudado de forma cada vez que ocorre um ciclone na região, a ilha tem uma pequena laguna onde existe uma formação coralina de grande beleza e relativamente protegida.
Historicamente, esta ilhota foi importante porque era o local onde os comerciantes europeus trocavam as suas bugigangas por marfim, a partir do século XVI e até à construção do cais de Lourenço Marques, nos finais do século XIX.
Não se encontrou documentação relativa à mudança do nome, mas ambos os termos se ligam ao seu passado de "entreposto" comercial. A única construção que existe na ilha é a ruína de uma antiga leprosaria.